# Fiódor Chálov
Fiódor Nikoláyevich Chálov (en ruso: Фёдор Николаевич Чалов; Moscú, 10 de abril de 1998) es un futbolista ruso que juega de delantero en el PAOK de Salónica F. C. de la Superliga de Grecia.

## Trayectoria
Chálov debutó con el primer equipo del CSKA Moscú en un partido de la Copa de Rusia contra el FC Yenisey Krasnoyarsk el 21 de septiembre de 2016. Su debut en Liga Premier fue el 6 de noviembre contra el Amkar Perm y entró como el último sustituto.
El 22 de noviembre debutó en Liga de Campeones de la UEFA en un partido contra el Bayer 04 Leverkusen en el que partió como titular. El 3 de diciembre anotó su primer gol con el CSKA en un partido contra el Ural.
El 1 de febrero de 2022 se marchó cedido al F. C. Basilea para lo que restaba de temporada. En ese momento había jugado 179 partidos y marcado 49 goles con el equipo moscovita. En su regreso de la cesión ayudó a ganar la Copa de Rusia 2022-23 y finalmente fueron 263 los encuentros que disputó y 89 los tantos que anotó antes de su salida definitiva.
El 1 de agosto de 2024 fue traspasado al PAOK de Salónica F. C., equipo por el que firmó hasta junio de 2027.

## Estadísticas

### Clubes
Actualizado al último partido jugado el 11 de mayo de 2025.
| Club                            | Div.          | Temporada     | Liga  | Liga  | Copas nacionales | Copas nacionales | Copas internacionales | Copas internacionales | Total | Total | Media goleadora |
| Club                            | Div.          | Temporada     | Part. | Goles | Part.            | Goles            | Part.                 | Goles                 | Part. | Goles | Media goleadora |
| ------------------------------- | ------------- | ------------- | ----- | ----- | ---------------- | ---------------- | --------------------- | --------------------- | ----- | ----- | --------------- |
| P. F. C. CSKA Moscú · Rusia     | 1.ª           | 2016-17       | 15    | 6     | 1                | 0                | 2                     | 0                     | 18    | 6     | 0.33            |
| P. F. C. CSKA Moscú · Rusia     | 1.ª           | 2017-18       | 20    | 6     | 1                | 0                | 10                    | 1                     | 31    | 7     | 0.23            |
| P. F. C. CSKA Moscú · Rusia     | 1.ª           | 2018-19       | 30    | 15    | 1                | 0                | 6                     | 2                     | 37    | 17    | 0.46            |
| P. F. C. CSKA Moscú · Rusia     | 1.ª           | 2019-20       | 30    | 8     | 3                | 0                | 6                     | 1                     | 39    | 9     | 0.23            |
| P. F. C. CSKA Moscú · Rusia     | 1.ª           | 2020-21       | 27    | 7     | 3                | 0                | 6                     | 0                     | 36    | 7     | 0.2             |
| P. F. C. CSKA Moscú · Rusia     | 1.ª           | 2021-22       | 16    | 3     | 2                | 0                | ―                     | ―                     | 18    | 3     | 0.17            |
| F. C. Basilea Suiza             | 1.ª           | 2021-22       | 14    | 4     | ―                | ―                | 2                     | 0                     | 16    | 4     | 0.25            |
| F. C. Basilea Suiza             | Total club    | Total club    | 14    | 4     | 0                | 0                | 2                     | 0                     | 16    | 4     | 0.25            |
| P. F. C. CSKA Moscú · Rusia     | 1.ª           | 2022-23       | 30    | 19    | 11               | 5                | ―                     | ―                     | 41    | 24    | 0.59            |
| P. F. C. CSKA Moscú · Rusia     | 1.ª           | 2023-24       | 29    | 12    | 12               | 4                | ―                     | ―                     | 41    | 16    | 0.39            |
| P. F. C. CSKA Moscú · Rusia     | 1.ª           | 2024-25       | 2     | 0     | 0                | 0                | ―                     | ―                     | 2     | 0     | 0               |
| P. F. C. CSKA Moscú · Rusia     | Total club    | Total club    | 199   | 76    | 34               | 9                | 30                    | 4                     | 263   | 89    | 0.34            |
| PAOK de Salónica F. C. · Grecia | 1.ª           | 2024-25       | 26    | 3     | 2                | 0                | 12                    | 2                     | 40    | 5     | 0.13            |
| PAOK de Salónica F. C. · Grecia | Total club    | Total club    | 26    | 3     | 2                | 0                | 12                    | 2                     | 40    | 5     | 0.13            |
| Total carrera                   | Total carrera | Total carrera | 239   | 83    | 36               | 9                | 44                    | 6                     | 319   | 98    | 0.31            |
| 1. 2.                           |               |               |       |       |                  |                  |                       |                       |       |       |                 |

### Resumen estadístico
| Competición           | Partidos | Goles | Media goleadora |
| --------------------- | -------- | ----- | --------------- |
| Primera división      | 121      | 42    | 0.35            |
| Copas nacionales      | 9        | 0     | 0               |
| Copas internacionales | 30       | 4     | 0.13            |
| Selección rusa        | 3        | 0     | 0               |
| Total                 | 163      | 46    | 0.28            |

## Palmarés

### Títulos nacionales
| Título             | Club                | País  | Año  |
| ------------------ | ------------------- | ----- | ---- |
| Supercopa de Rusia | P. F. C. CSKA Moscú | Rusia | 2018 |
| Copa de Rusia      | P. F. C. CSKA Moscú | Rusia | 2023 |